# Jésus parmi les docteurs (Dürer)
Cet article concerne un tableau. Pour l'épisode biblique, voir Jésus parmi les docteurs.
Jésus parmi les docteurs est une œuvre réalisée par Albrecht Dürer en 1506, lors de son séjour à Venise. Cette huile sur panneau de peuplier (64,3 x 80,3 cm) est actuellement conservée au musée Thyssen-Bornemisza, à Madrid. Le tableau représente un épisode de l'Évangile selon Luc (ch. 2) au cours duquel Jésus de Nazareth, âgé d'une douzaine d'années, échappe à la surveillance de sa famille et se rend au Temple de Jérusalem, où son savoir impressionne les « docteurs de la Loi ».

## Le récit évangélique
« Les parents de Jésus allaient chaque année à Jérusalem, à la fête de Pâque.
Lorsqu’il fut âgé de douze ans, ils y montèrent, selon la coutume de la fête.
Puis, quand les jours furent écoulés, et qu’ils s’en retournèrent, l’enfant Jésus resta à Jérusalem. Son père et sa mère ne s’en aperçurent pas.
Croyant qu’il était avec leurs compagnons de voyage, ils firent une journée de chemin, et le cherchèrent parmi leurs parents et leurs connaissances.
Mais, ne l’ayant pas trouvé, ils retournèrent à Jérusalem pour le chercher.
Au bout de trois jours, ils le trouvèrent dans le temple, assis au milieu des docteurs, les écoutant et les interrogeant.
Tous ceux qui l’entendaient étaient frappés de son intelligence et de ses réponses.
Quand ses parents le virent, ils furent saisis d’étonnement, et sa mère lui dit : Mon enfant, pourquoi as-tu agi de la sorte avec nous ? Voici, ton père et moi, nous te cherchions avec angoisse.
Il leur dit : Pourquoi me cherchiez-vous ? Ne saviez-vous pas qu’il faut que je m’occupe des affaires de mon Père ?
Mais ils ne comprirent pas ce qu’il leur disait.
Puis il descendit avec eux pour aller à Nazareth, et il leur était soumis. Sa mère gardait toutes ces choses dans son cœur.
Et Jésus croissait en sagesse, en stature, et en grâce, devant Dieu et devant les hommes. »

## Description

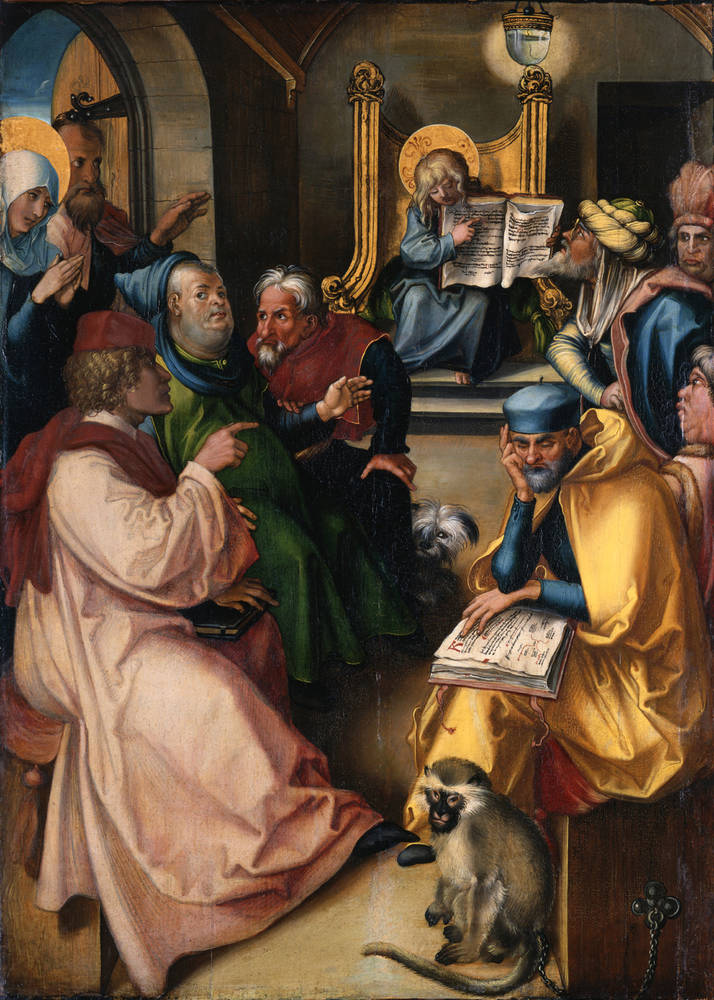
Une version antérieure de Dürer : le panneau du Polyptyque des Sept Douleurs (v. 1500), Gemäldegalerie Alte Meister, Dresde

Le thème de « Jésus parmi les docteurs », fréquemment reproduit dans l'art chrétien, a déjà été traité à deux reprises par Dürer : dans un panneau du Polyptyque des Sept Douleurs (v. 1500) et dans la gravure n°15 de sa série La Vie de la Vierge (1503).
Dürer a peint le tableau de 1506 à Venise, pendant son second séjour en Italie. La date et la signature (le monogramme) figurent sur la feuille de papier qui dépasse du livre fermé, au premier plan. L'inscription indique également, en latin, que l'œuvre fut exécutée en cinq jours : « Opus Quinque Dierum ».
Dürer représente six « docteurs de la Loi » entourant Jésus, dans une composition centrée sur le mouvement des mains. Les visages ont des traits fortement marqués, en particulier le personnage au bonnet blanc, sur la droite, dont le profil s'apparente à une caricature qui évoque Bosch ou les « têtes grotesques » de Vinci.
L'œuvre est enregistrée dans les inventaires de la collection Barberini, à Rome, depuis 1634. C'est en 1934 que la collection Thyssen-Bornemisza en fit l'acquisition, à Lucerne, auprès de la galerie Mercuria.

## Galerie

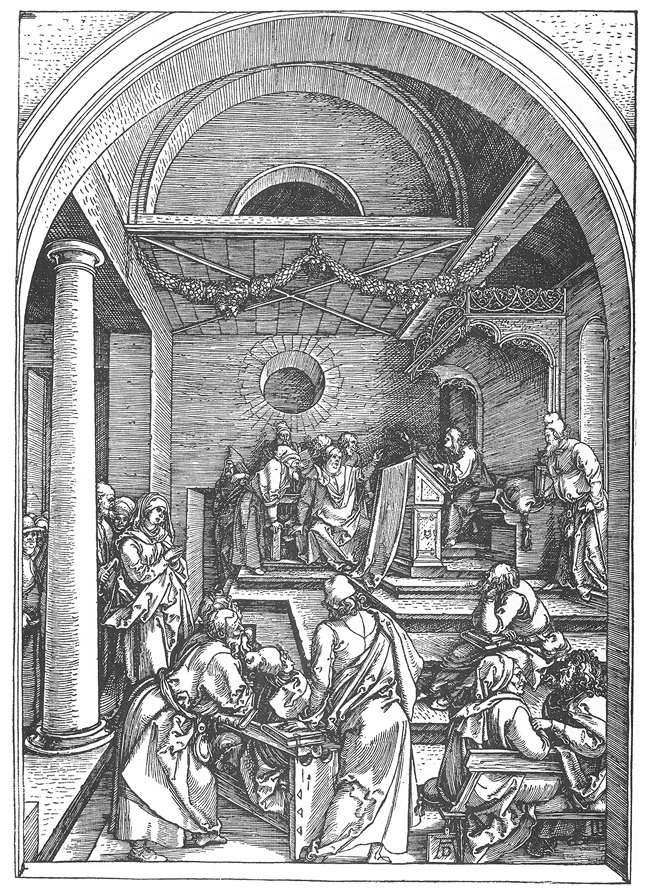
Jésus parmi les docteurs, gravure de La Vie de la Vierge (1503)
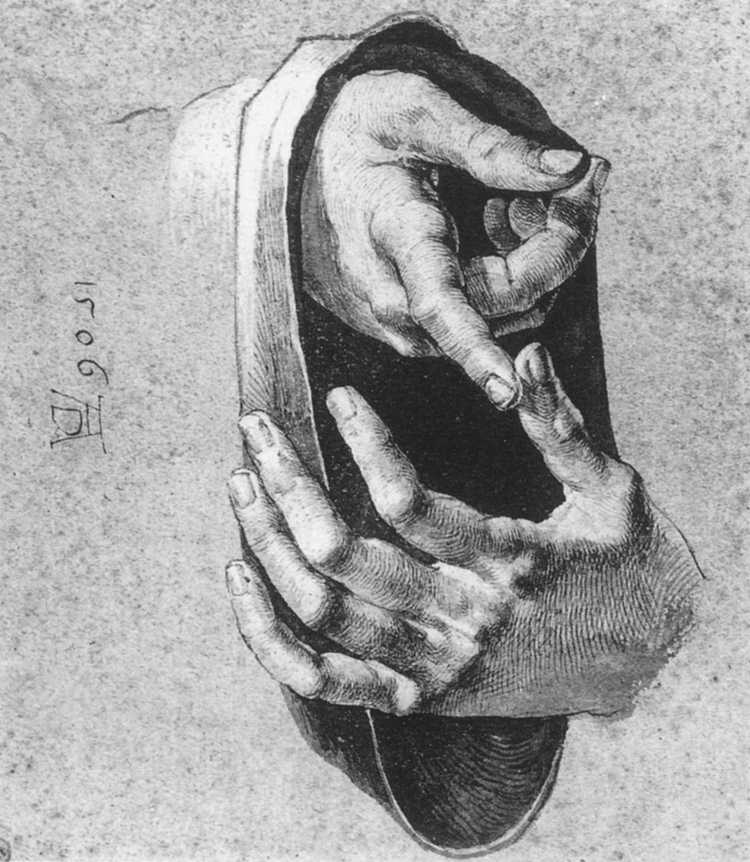
Étude pour les mains de Jésus
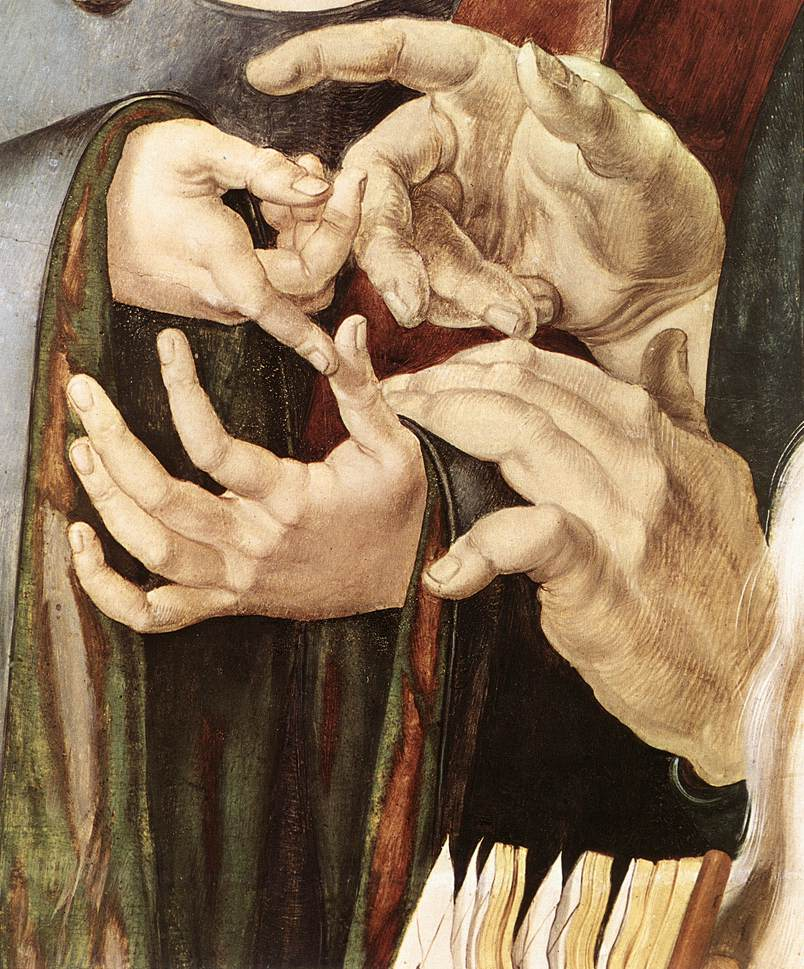
Détail des mains
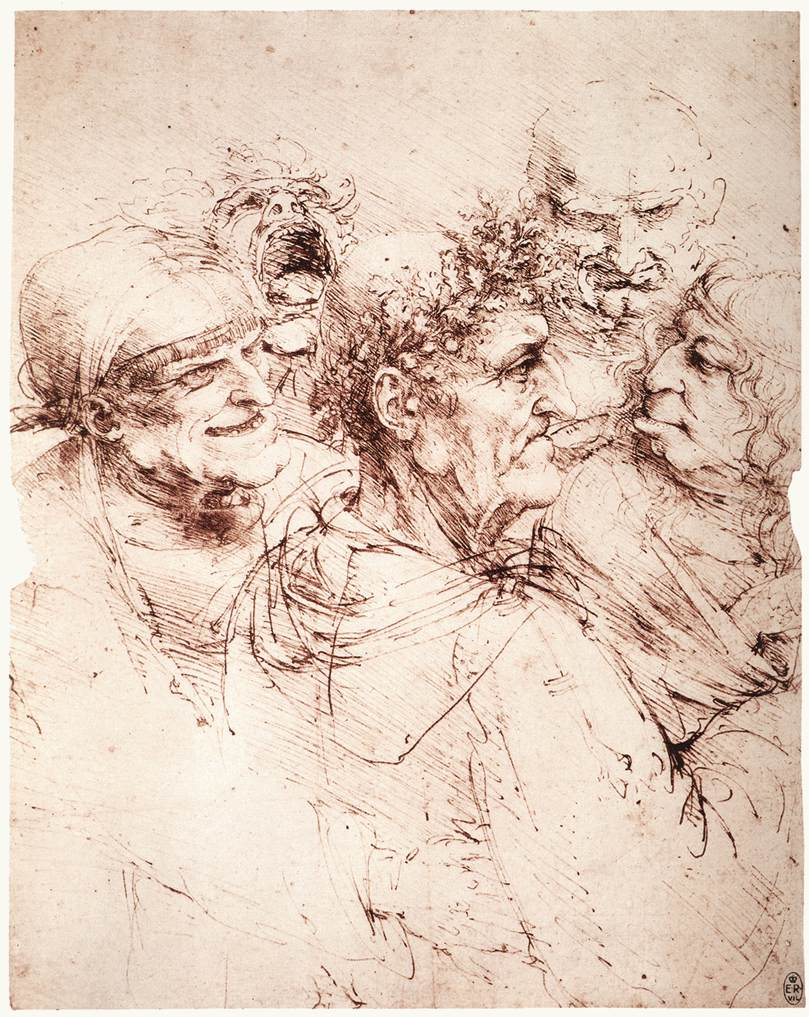
Léonard de Vinci, Cinq têtes grotesques (1494)
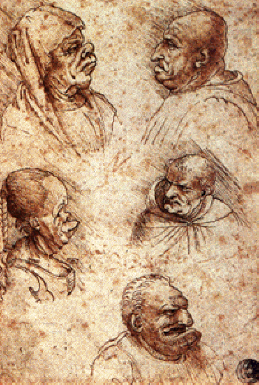
Léonard de Vinci, Cinq têtes grotesques